# Proprioseius schichai
Proprioseius schichai är en spindeldjursart som beskrevs av Corpuz-Raros 1994. Proprioseius schichai ingår i släktet Proprioseius och familjen Phytoseiidae. Inga underarter finns listade i Catalogue of Life.